# Comme il est heureux celui qui dit que je suis Turc

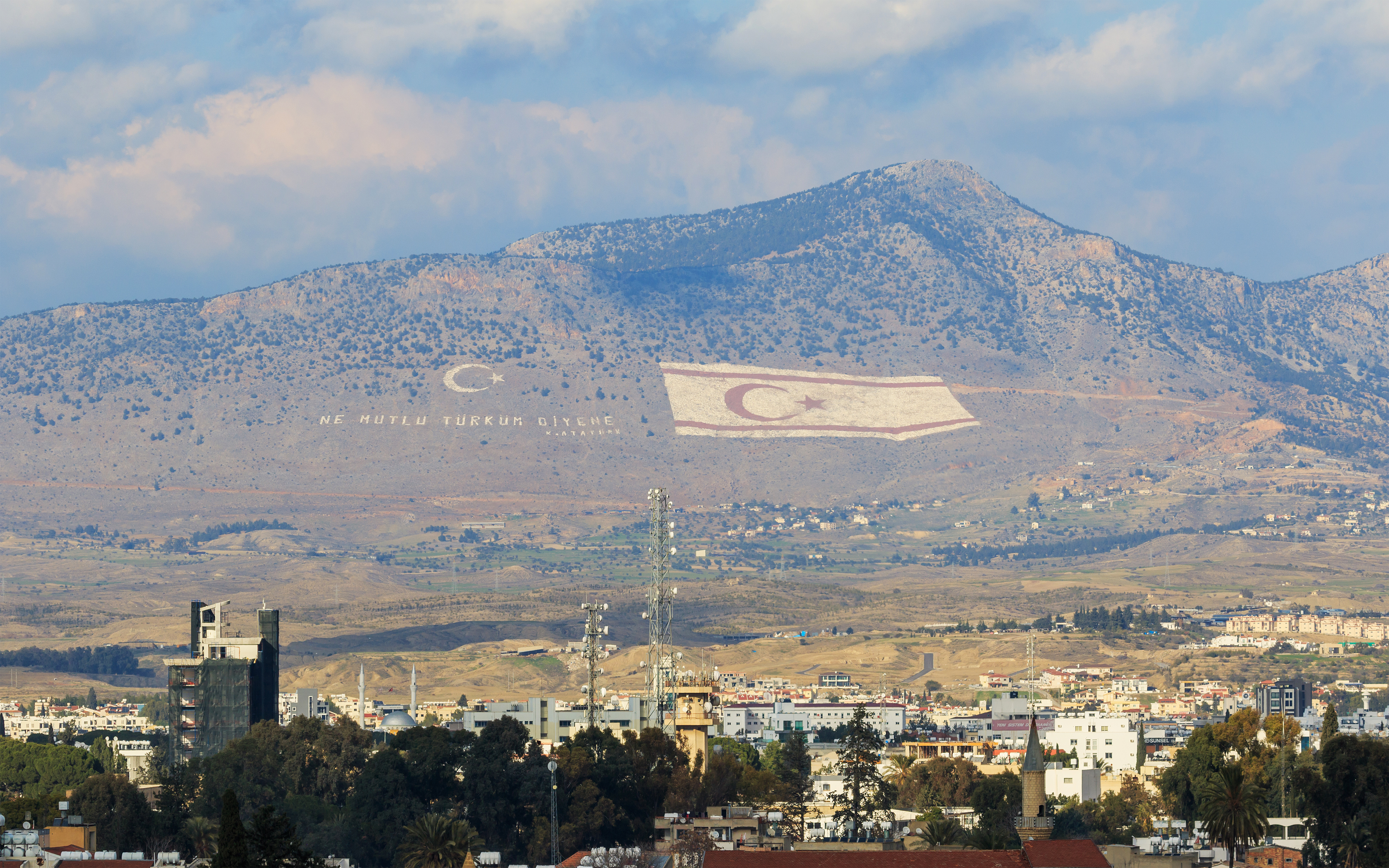
La devise Ne mutlu Türküm diyene! et le drapeau de Chypre du Nord sur le flanc des montagnes de Kyrenia, en Chypre du Nord.

Ne mutlu Türküm diyene! (français : Comme il est heureux celui qui dit je suis Turc) est une devise de la république de Turquie. Mustafa Kemal Atatürk a utilisé pour la première fois cette expression dans son discours prononcé à l'occasion du 10e anniversaire de la république, le 29 octobre 1933 (fête nationale). En 1972, le ministère turc de l'Éducation nationale ajoute cette phrase au serment de l'étudiant,. Ce dernier est annulé par le gouvernement AKP en 2013, avant d'être rétabli par le Conseil d'État en 2018. Cependant, le ministère de l'Éducation fait appel de l'ordonnance et le Conseil d'État abroge de nouveau le serment en 2021.